# Mistrzostwa Świata w Kolarstwie Torowym 1965
62. Mistrzostwa Świata w Kolarstwie Torowym 1965 odbyły się w hiszpańskim San Sebastián. Rozegrano dwie konkurencje dla kobiet: sprint i wyścig na dochodzenie oraz siedem konkurencji dla mężczyzn: sprint, wyścig na dochodzenie, wyścig ze startu zatrzymanego zarówno dla zawodowców jak i amatorów, a także wyścig drużynowy na dochodzenie zawodowców.

## Medaliści

### Kobiety
| Konkurencja                        | Złoto            | Srebro             | Brąz         |
| ---------------------------------- | ---------------- | ------------------ | ------------ |
| Sprint indywidualny                | Walentina Sawina | Galina Jermołajewa | Karin Stüwe  |
| Wyścig indywidualny na dochodzenie | Yvonne Reynders  | Hannelore Mattig   | Aino Puronen |

### Mężczyźni
| Konkurencja                                   | Złoto                                                                                    | Srebro                                                                           | Brąz                                                                         |
| --------------------------------------------- | ---------------------------------------------------------------------------------------- | -------------------------------------------------------------------------------- | ---------------------------------------------------------------------------- |
| Sprint indywidualny amatorów                  | Omar Pchakadze                                                                           | Giordano Turrini                                                                 | Daniel Morelon                                                               |
| Wyścig indywidualny na dochodzenie amatorów   | Tiemen Groen                                                                             | Stanisław Moskwin                                                                | Preben Isaksson                                                              |
| Wyścig ze startu zatrzymanego amatorów        | Miguel Mas                                                                               | Etienne van der Vieren                                                           | Alain Maréchal                                                               |
| Sprint indywidualny zawodowców                | Giuseppe Beghetto                                                                        | Patrick Sercu                                                                    | Ron Baensch                                                                  |
| Wyścig indywidualny na dochodzenie zawodowców | Leandro Faggin                                                                           | Ferdinand Bracke                                                                 | Dieter Kemper                                                                |
| Wyścig ze startu zatrzymanego zawodowców      | Guillermo Timoner                                                                        | Romain De Loof                                                                   | Jacob Oudkerk                                                                |
| Wyścig drużynowy na dochodzenie               | ZSRR · Stanisław Moskwin · Siergiej Tierieszczenkow · Michaił Koljuszow · Leonid Wukołow | Włochy · Cipriano Chemello · Cencio Mantovani · Aroldo Spadoni · Luigi Roncaglia | Czechosłowacja · Jiří Daler · Milan Puzrla · František Řezáč · Miloš Jelínek |

## Klasyfikacja medalowa
| Miejsce | Państwo        |   |   |   | Razem |
| ------- | -------------- | - | - | - | ----- |
| 1.      | ZSRR           | 3 | 2 | 1 | 6     |
| 2.      | Włochy         | 2 | 2 | 0 | 4     |
| 3.      | Hiszpania      | 2 | 0 | 0 | 2     |
| 4.      | Belgia         | 1 | 4 | 0 | 5     |
| 5.      | Holandia       | 1 | 0 | 1 | 2     |
| 6.      | NRD            | 0 | 1 | 1 | 2     |
| 7.      | Francja        | 0 | 0 | 2 | 2     |
| 8.      | Australia      | 0 | 0 | 1 | 1     |
|         | Czechosłowacja | 0 | 0 | 1 | 1     |
|         | Dania          | 0 | 0 | 1 | 1     |
|         | RFN            | 0 | 0 | 1 | 1     |